# Sebastian Kondracki
Sebastian Kondracki (ur. 18 lutego 1974) – polski ekspert do spraw transformacji cyfrowej oraz sztucznej inteligencji, programista. Współzałożyciel projektu oraz fundacji SpeakLeash (znanego również jako Spichlerz), która stworzyła polski model językowy Bielik. Prezes do spraw innowacji w firmie Deviniti oraz prezes firmy SerwisPrawa.pl. Członek rady programowej SoDA AI Research Group. Członek Podgrupy Badań, Innowacyjności i Wdrożeń Grupy Roboczej ds. Sztucznej Inteligencji przy Kancelarii Prezesa Rady Ministrów.
Autor książki „Python i AI dla e-commerce” oraz licznych raportów branżowych z obszaru AI, takich jak „Otwarte dane a sztuczna inteligencja” (GRAI) oraz „Artificial Intelligence SumUp for Business 2022”. Laureat nagrody Digital Shapers w kategorii współpraca w 2024 roku.

## Publikacje
- „Python i AI dla e-commerce”, Helion, 2022 ISBN 978-83-283-8451-4[8]